# Josef Patera
Josef Patera (1886 Petrovice – 1957 Opočno) byl regionální malíř a učitel.

## Život
Tři roky studoval stavební inženýrství na Vysokém učení technickém v Praze. Později pracoval jako učitel. Učil ve Slabcích u Rakovníka. Po těžké nemoci se s rodinou přestěhoval do Opočna u Loun, kde se věnoval portrétní malbě a krajinomalbě. Vytvořil zde unikátní soubor maleb místní lidové architektury.